# La mort n'est pas une fin
La mort n'est pas une fin (titre original : Death Comes as the End) est un roman policier historique d'Agatha Christie publié en octobre 1944 aux États-Unis et en 1955 en France.
Le roman évoque une jeune veuve égyptienne, Reniseb, qui rentre chez elle à Thèbes après la mort de son mari. Elle y vit avec ses frères et leurs femmes, ainsi qu'avec son père, qui a introduit une nouvelle concubine dans la maison. L'arrivée de cette dernière bouleverse la famille et déclenche une lutte pour le pouvoir, la cupidité et la haine.
Ce polar historique est aussi un roman psychologique, où les caractères sont dessinés avec vigueur extrême et relief. Les dons de psychologue de l'autrice sont une des causes premières de la qualité de ses œuvres.

## Les personnages
- Imhotep : le prêtre de la maison des Morts, fils d'Esa, père d'Ipi, Renisenb, Sobek et Yahmose.
- Nofret : la concubine d'Imhotep venant du Nord du pays.
- Esa : la mère d'Imhotep, grand-mère de Renisenb, Sobek, Yahmose et d'Ipi.
- Yahmose : le fils aîné d'Imhotep et d'Ashayet.
- Satipy : la femme de Yahmose.
- Sobek : le deuxième fils d'Imhotep et d'Ashayet.
- Kait : la femme de Sobek.
- Renisenb : la fille d'Imhotep et d'Ashayet.
- Ipi : le fils cadet d'Imhotep et de la seconde femme de ce dernier.
- Hénet : une servante de la maison, cousine de Ashayet.
- Hori : le scribe de la famille.
- Kameni : un scribe venant du Nord du pays, cousin éloigné d'Ashayet.
- Ashayet : la première femme d'Imhotep, mère de Yahmose  de Sobek et de Renisenb (n'apparaît pas dans le roman).

## Résumé
Imhotep revient du Nord avec Nofret, sa nouvelle concubine, qui, par son intransigeance, a tôt fait de multiplier les heurts et les tensions avec les autres membres de la maison, et principalement avec les trois fils d'Imhotep, Yahmose, Sobek et Ipi, et les épouses des deux aînés. Bientôt, dans cette maison autrefois si paisible règnent l'animosité et la défiance. Les tensions s'aggravent au fil d'un quotidien devenu pénible pour tous, ce que déplore la jeune Renisenb, fille d'Imhotep, revenue dans la maison paternelle après son veuvage, et qui assure la narration du récit.
Sur ces entrefaites, une nécessité impromptue oblige Imhotep à quitter son foyer. Les femmes des deux aînés de la famille s'entendent pour fomenter des représailles à l'endroit de Nofret, afin de lui donner une leçon et d'établir une fois pour toutes qui détient vraiment le pouvoir. Mais leur plan échoue et Nofret tient sa vengeance. Elle menace tout le clan : au retour d'Imhotep, chacun recevra sa sanction. Aveuglée par sa victoire prochaine, elle ne saisit pas qu'elle s'est mise en danger. Quand elle est retrouvée morte au pied d'une falaise, les apparences d'un accident ne trompent personne.
Les Égyptiens sont très superstitieux : quand la mort entre dans une maison, elle plane sur tous. Quelques jours s'écoulent et, dans un moment de délire, Satipi, une des épouses, se jette du haut de la même falaise alors qu'elle est accompagnée de Yahmose. Est-ce l'esprit de la morte qui est venue la posséder et la précipiter dans le vide ? Peu après, c'est Yahmose et Sobek qui boivent du vin empoisonné, et c'est un miracle des dieux si Yahmose en réchappe. La terreur s'empare de chacun, car la série des meurtres n'en est qu'à ses balbutiements. Mais quel être vivant ou quel esprit vengeur cherche ainsi à décimer la maison d'Imhotep ?

## Commentaires

### Construction du roman
Agatha Christie raconte, dans son Autobiographie, qu'elle y ajouta « une fille, ainsi que certains détails empruntés à d'autres documents : l'arrivée d'une concubine dont le père était entiché, un petit jeune homme trop gâté et une grand-mère gloutonne et rusée ».
Christie a également changé la fin de l'histoire sur les conseils de son ami archéologue Stephen Glanville et de ses éditeurs. Elle a toujours regretté cette décision, certaine que la fin originale était plus efficace.

### Contexte historique
Le récit se déroule en Égypte antique, ce qui fait de ce roman policier le seul de la romancière britannique à ne pas se dérouler au XXe siècle. Si d'autres de ses histoires prennent aussi place en Égypte, elles ont lieu à son époque : L'Aventure du tombeau égyptien (nouvelle parue en 1923, présente dans le recueil Les Enquêtes d'Hercule Poirot), ainsi que deux histoires homonymes, Mort sur le Nil (nouvelle parue en 1933, présente dans le recueil Mr Parker Pyne) et Mort sur le Nil (roman publié en 1937).
Un dialogue du début du chapitre 11 permet de dater plus précisément l'intrigue, évoquant le roi Nebhepet-Râ (Montouhotep II), un « grand capitaine et un homme pieux, contre lequel le Nord, faible et corrompu, ne saurait se dresser longtemps. L'Égypte avait besoin de son unité et, celle-ci réalisée, Thèbes aurait devant elle un merveilleux destin ». C'était un roi de la XIe dynastie, qui prit Thèbes pour capitale. L'écrivaine accompagnait volontiers son époux, l'orientaliste Max Mallowan, dans ses voyages scientifiques. L'idée de ce roman pourrait lui être venue en lisant des inscriptions égyptiennes.
Agatha Christie explique dans une note au début du roman que l'action se passe à Thèbes, en Égypte, deux mille ans environ avant Jésus Christ. L'histoire aurait pu se dérouler à une autre époque et un autre lieu, mais il se trouve qu'elle est inspirée, tant pour l'intrigue que pour les personnages, des lettres d'Hékanakht retrouvées dans les années 1920 dans un tombe près de Louxor. Elle signale au lecteur qu'une dotation pour le service de Ka, évènement quotidien de l'ancienne Égypte, était assez analogue dans son principe au fonds constitué à une chapelle pour la célébration des messes. Une certaine somme était versée au prêtre de Ka, qui en échange s'engageait à veiller sur le tombeau et à réaliser des offrandes aux jours prescrits, visant à assurer le repos de l'âme du défunt. Elle souligne aussi que les termes « frère » et « sœur », dans les textes égyptiens, ont souvent le sens de « mari » et « d'épouse ». Ils sont parfois aussi utilisés dans ce livre. Enfin, elle explique que le calendrier de l'Égypte antique comportait trois saisons de quatre mois de trente jours, avec en plus cinq jours intercalaires à la fin de l'année. Cette année débutait avec l'arrivée en Égypte de la grande crue du Nil, à une époque correspondant à la troisième semaine de notre mois de juillet. On peut donc interpréter ainsi les indications de temps portées en tête des chapitres du livre, qui reprennent les mois de ce calendrier : « Inondation » : fin juillet à fin novembre ; « Hiver » : fin novembre à fin mars : « Été » : fin mars à fin juillet.
La trame principale du roman est donc basée sur un épisode relaté par ces lettres écrites à la fin de la XIe dynastie (située grosso modo entre le XXIIe et le XXe siècle ou entre le XXIe et le XXe avant notre ère, selon les datations) et traduites par l'égyptologue Battiscombe Gunn. On y croise une famille relativement comparable, dans sa structure, à celle dont Imhotep est le patriarche dans le roman. Elles furent écrites par Heqanakhte, agriculteur et prêtre mortuaire, qui a perdu la mère de ses fils. La plupart d'entre eux étaient alors adultes et son cadet, Sneferu, était son favori. Le fait qu'il prenne une nouvelle épouse créa beaucoup de ressentiments ; dans ses lettres, il accuse ses fils de la maltraiter et de répandre des rumeurs malveillantes. Ce qui s'est passé ensuite nous est inconnu...

### Accueil et postérité
Maurice Willson Disher a déclaré dans The Times Literary Supplement du 28 avril 1945 que « lorsqu'un spécialiste acquiert une compétence infaillible, il y a une tentation de trouver des tâches exceptionnellement difficiles. Les scènes de La mort n'est pas une fin sont situées dans l'Égypte antique. Elles sont peintes délicatement. La famille du prêtre, qui est dépeint non pas comme un personnage sacré, mais comme un propriétaire banal, crée instantanément l'attrait parce que ses membres sont humains. Mais alors que l'habileté de l'auteur peut provoquer un émoi sur la mort d'une vieille femme il y a quelques milliers d'années, ce temps diminue la curiosité quant à la raison ou à la façon dont elle (et d'autres) est morte ».
Maurice Richardson, admirateur autoproclamé de Christie, a écrit dans le numéro du 8 avril 1945 de The Observer que « L'une des meilleures semaines de la guerre pour la fiction criminelle. Tout d'abord, bien sûr, la nouvelle Agatha Christie ; La mort n'est pas une fin. Et c'est vraiment nouveau, avec son décor égyptien antique dans la maison de campagne d'un prêtre mortuaire qui surmène sa famille déjà tendue en ramenant à la maison une concubine ultra-dure de Memphis. Résultat : une série de meurtres. Avec son équipement archéologique spécial, Mme Christie vous fait sentir aussi à l'aise sur le Nil en 1945 avant J.-C. que si elle vous bombardait de faux indices dans un salon recouvert de chintz à Leamington Spa. Mais elle n'a pas seulement changé de scène ; sa reconstitution est vivante et elle travaille vraiment dur sur ses personnages. Mon admiration déjà insensée pour elle monte encore plus haut ».
En 1990, Robert Barnard déclare : « Le Noël d'Hercule Poirot, transporté en Égypte, vers 2000 av. J.-C.. Réalisé avec tact, le résultat est pourtant quelque peu squelettique – on se rend compte à quel point le Christie moyen dépend de l'apparat : vêtements, meubles, attirail de la vie bourgeoise. Le coupable dans ce cas est moins révélé par la détection que par un processus d'élimination ».
Le roman occupe la 83e place au classement des Les Cent Meilleurs Romans policiers de tous les temps établi par la Crime Writers' Association en 1990 (qui comporte également deux autres histoires de l'autrice : Le Meurtre de Roger Ackroyd (1926) et Dix Petits Nègres (1939)).

## Éditions
- (en) Death Comes as the End, New York, Dodd, Mead and Company, octobre 1944, 223 p.
- (en) Death Comes as the End, Londres, Collins Crime Club, mars 1945, 160 p.
- La mort n'est pas une fin  (trad. Michel Le Houbie), Paris, Librairie des Champs-Élysées, coll. « Le Masque » (no 511), 1955, 255 p. (BNF 31945427)
- La mort n'est pas une fin (trad. Marie-France Franck), dans : L'Intégrale : Agatha Christie  (trad. de l'anglais, préf. Jacques Baudou), t. 8 : Les années 1945-1949, Paris, Librairie des Champs-Élysées, coll. « Les Intégrales du Masque », 1995, 1342 p. (ISBN 2-7024-2241-1, BNF 35748001)